# Maria și Mirabela în Tranzistoria
Maria și Mirabela în Tranzistoria (ryska: Мария, Мирабела в Транзистории) är en sovjetisk-rumänsk halvanimerad barnfilm från 1989 regisserad av Ion Popescu-Gopo efter ett manus av  Popescu-Gopo och Valentin Ezjov. De animerade sekvenserna regisserades av Vladimir Pekar.

## Handling
Hemma hos Maria och Mirabela går teven sönder. Det visar sig bero på en trasig transistor. När flickorna inte kan sova en natt går de upp för att se på teve och upptäcker till sin förvåning att den visst fungerar bara man matar den med garn istället för el. Garnet korvar sig dock och när flickorna försöker sätta in den igen sugs de istället in i teven och hamnar i fantasivärlden Tranzistoria.

## Rollista
- Jelena Zajtseva (röst av Simona Măicănescu) – Omide
- Jorj Voicu (röst av Anda Călugăreanu) – Oache
- Mihai Bisericanu – Scăpărici
- Horațiu Mălăele – pappa
- Oana Pellea – mamma
- Ioana Moraru (röst av Alexandrina Halic) – Maria
- Andrianu Kuchinska (röst av Carmen Mihalache) – Mirabela
- Grigore Grigoriu – Farazit
- Stela Popescu – farmor
- Ion Dichiseanu – läraren